# Cilunculus spinicristus
Cilunculus spinicristus là một loài nhện biển trong họ Ammotheidae. Loài này thuộc chi Cilunculus. Cilunculus spinicristus được miêu tả khoa học năm 1987 bởi Child.